# Tage Fahlborg
Tage Fahlborg   (Estocolm, 24 d'abril de 1912 - Estocolm, 8 de gener de 2005) fou un piragüista suec que va competir durant la dècada de 1930.
El 1936 va prendre part en els Jocs Olímpics de Berlín on, fent parella amb Helge Larsson, guanyà la medalla de bronze en la competició del K-2, 10.000 metres del programa de piragüisme.